# سكافاتي
سكافاتي (بالإيطالية: Scafati)‏، مدينة جنوب إيطاليا في إقليم كامبانيا وتابعة لمقاطعة ساليرنو وأحد أهم مدنها، يمر بها نهر سارنو يقم المدينة لجزئين بعدة قنوات لذا كانت تسمى فينيتسيا الصغيرة، عدد سكانها 50.525 نسمة.

## السكان
في سنة 1861 بلغ عدد السكان 8٬833 نسمة، وتطور العدد ليصل في سنة 2011 لـ 50٬013 نسمة.
يظهر هذا المخطط البياني تطور النمو السكاني لـ سكافاتي

## أعلام
- فالنتينا نابي
- لياندرو فيتيلو
- روبيرتو فيتيلو